# لینگزا
لینگزا (به لاتین: Lingza) یک منطقهٔ مسکونی در جمهوری خلق چین است که در منطقه خودمختار تبت واقع شده‌است. لینگزا ۲۲۴* نفر جمعیت دارد و ۳٬۷۶۰ متر بالاتر از سطح دریا واقع شده‌است.